# Monte Sannine - Líbano

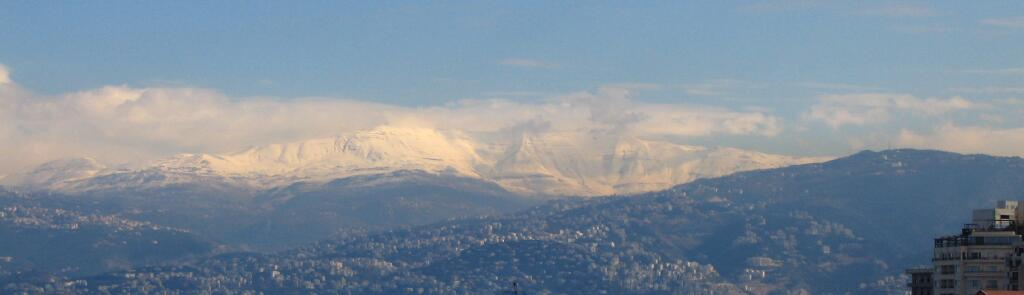
Monte Sannine en la cordillera del Monte Líbano, visto desde Beirut. Fotografiado por BlingBling10

El Monte Sannine (Yebel Sannine) con 2.628 metros sobre el nivel del mar, es el sexto más elevado de la Cordillera del Monte Líbano y el octavo de las montañas libanesas, desde su cima, es la mejor para observar el panorama que nos da la geografía del Líbano, sus costas, montañas, valles y villas, así como la ciudad de Beirut. Cientos de veces cantado por los artistas libaneses, admirado por igual por musulmanes, cristianos y druzos, que viven en sus laderas.
El Sannine o Sanin se ubica en todo el centro del Líbano, al norte de la carretera internacional de Beirut – Damasco, específicamente entre Jounieh al Oeste sobre el mar Mediterráneo y Baalbeckh al este en el Valle de la Bekaa. Su conformación es de piedra blanca, común de la cordillera, con su ladera occidental rica en agua y vegetación hacia sus faldas mientras que su ladera oriental es más árida, influenciada por las corrientes calientes y secas del desierto de Siria.
Por su altura, está cubierta de nieve la mitad del año, por lo tanto el frío extremo de las corrientes que vienen del Mediterráneo, golpea sus laderas altas y evita la formación de bosques, antes cubiertas de Cedro. Allí viven varios animales, entre reptiles, aves y mamíferos, entre ellos el mitológico Oso del Monte Líbano, conocido como Dublo o Dib en árabe, es una especie distinta de oso que vive en estas montañas del Líbano, su pelo es blanco amarillento, lo más común de un solo color, a veces varía en aleonado, sus orejas son prolongadas y la frente convexa, los pelos por lo general son espesos y cubren una borra poco abundante que forma entre los omóplatos una especie de crin elevada y recta, su largo total es de tres pies y ocho pulgadas.
Este Oso habita en el Monte Líbano, al pie de los picos cubiertos de nieve de Gebel-Sanin y de Makmel; se alimenta de yerbas, garbanzos y frutas durante el verano, y baja por el invierno á las regiones inferiores. Sus excrementos que los árabes dan el nombre de bar ed dubl, gozan de gran reputación en todo el Egipto y la Siria para curar los males de los ojos, y se busca su hiél como una medicina singular. Los montañeses estiman mucho su piel. 
No hay duda que este es el Oso de Siria que han tenido á la vista los antiguos cuando hablan de Osos blancos que se mostraron en las fiestas tan celebradas de Tolomeo Filadelfo.
Monte Sanníne a pesar de no ser el más alto del País de los Cedros, es el más emblemático de todos los libaneses, y se puede apreciar desde las costas, desde Beirut y desde el Valle de la Bekaa, viniendo del vecino país de Siria.